# JYSK
JYSK (pronuncia [ˈjysk]) è un'azienda danese di distribuzione di mobili, articoli per la casa e materassi, con 3000 negozi distribuiti in 48 paesi. Il nome significa "jutlandese".

## Storia
L'azienda è stata fondata, come Jysk Sengetøjslager, da Lars Larsen nel 1979, con l'apertura del primo negozio ad Århus, tuttora esistente. Cinque anni dopo furono aperti i primi negozi fuori dai confini danesi, in Germania (con il marchio Dänisches Bettenlager) e Groenlandia (quest'ultimo, il primo in franchising).
Sono stati poi aperti negozi in 44 paesi: Isole Fær Øer (1986), Islanda (1987), Norvegia (1988), Svezia (1991), Stati Uniti d'America (1992, chiuso poi nel 2000), Finlandia (1995), Lettonia (1996), Russia (1996, chiusa poi nel 1998 e riaperta nel 2005, chiusa nuovamente nel 2007 e nel 2022), Canada (1996), Polonia (2000), Austria (2000), Lituania (2001), Estonia (2002), Repubblica Ceca (2003), Kosovo (allora Serbia e Montenegro, 2004), Ucraina (2004), Ungheria (2005), Bulgaria (2005), Svizzera (2006), Kazakistan (2006), Paesi Bassi (2006), Slovacchia (2006), Romania (2007), Francia (2007), Dubai (2007), Albania (2007), Regno Unito (2008), Slovenia (2008), Macedonia (2008), Croazia (2009), Italia (2009), Spagna (2009, ma era già presente dal 1999 con accordi con altre aziende), Bosnia ed Erzegovina (2010), Cina (2010), Serbia (2011), Armenia (2013), Indonesia (2014), Montenegro (2015), Grecia (2015), Singapore (2015), Vietnam (2015), Malta (2016), Portogallo (2016), Georgia (2016), Bielorussia (2016).
Dal 2001 l'azienda ha cambiato nome in JYSK.
Dal 2010 è fornitore ufficiale della corona danese.
Nel 2012, a sette anni di distanza dall'apertura del negozio numero 1.000, JYSK apre il negozio numero 2.000.

## Società
Operativamente JYSK controlla i propri negozi attraverso due separate società: JYSK Nordic (in Danimarca, Svezia, Norvegia, Finlandia, Polonia, Repubblica Ceca, Ungheria, Paesi Bassi, Slovacchia, Regno Unito, Slovenia, Croazia, Bosnia ed Erzegovina, Cina e Serbia) e Dänisches Bettenlager (in Germania, Austria, Italia, Francia, Svizzera e Spagna). Negli altri paesi i negozi sono in franchising.
In Italia, l'azienda opera sotto il nome JYSK Italia (consociata del ramo tedesco) ed è presente con una catena di 79 negozi presenti in tutte le regioni, e un Online Shop. Ha la sua sede centrale a Bresso (MI).